# Deep Sea (película)
Deep Sea (en chino: 深海; pinyin: Shēnhǎi) es una película de fantasía animada en 3D china de 2023, escrita y dirigida por Tian Xiaopeng, quien anteriormente dirigió Monkey King: Hero Is Back, coproducida por su compañía October Media y Coloroom Pictures.

## Trama
Una joven explora un extraño entorno submarino.  Shenxiu, una niña cuyos padres se divorciaron recientemente, se embarca en un viaje por mar con su nueva familia. Aún sin haber superado el hecho de no tener a su madre cerca, escucha un zumbido similar a una canción que solía cantar su madre y siguiendo el sonido ingresa al fantástico Restaurante Deep Sea dirigido por animales marinos que sirven peces humanoides. 

## Reparto de voces original
- Su Xin (苏鑫) como Nanhe
- Wang Tingwen (王亭文) como Shenxiu
- Teng Kuixing
- Yang Ting
- Ji Jing (吉静)
- Fang Taochen (Fang Taochen)
- Dong Yi (Dong Yi)

## Estreno
Deep Sea estaba programada para estrenarse el 22 de enero de 2023 (Año Nuevo Chino).
Fue nominada para ser proyectada como parte de Generation Kplus en el 73º Festival Internacional de Cine de Berlín. Y será nominada para ser proyectada en la categoría de Animación en el 36º Festival Internacional de Cine de Tokio.

## Respuesta crítica
En el sitio web de agregación de reseñas Rotten Tomatoes, el 88% de las 26 reseñas de críticos para Deep Sea son positivas, con una calificación promedio de 7.5/10.